# Siglinde Bolbecher
Siglinde Bolbecher (* 18. Juni 1952 in Wien; † 6. Juli 2012 ebenda) war eine österreichische Historikerin, Exilforscherin und Lyrikerin.

## Leben

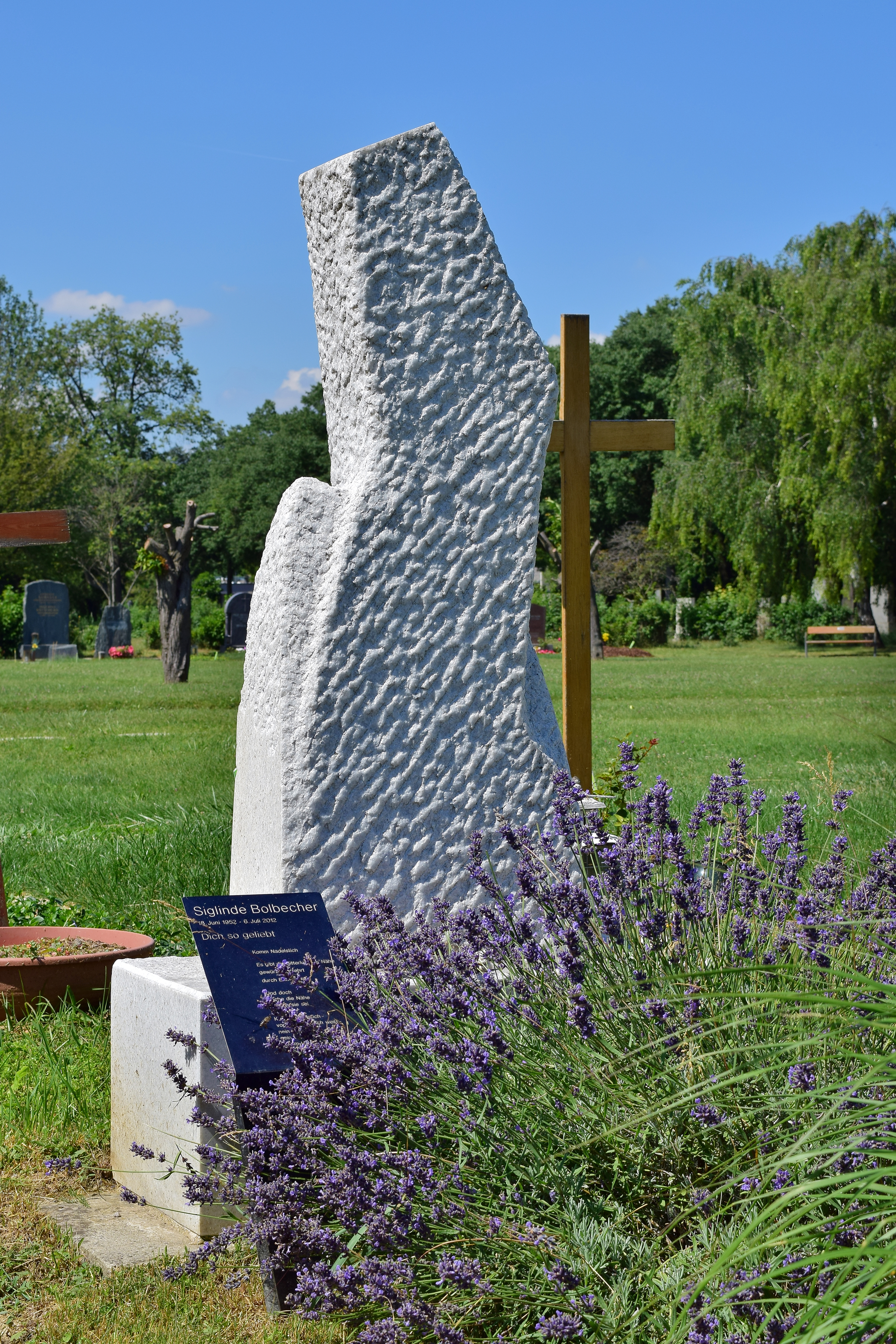
Siglinde Bolbechers Grab auf dem Wiener Zentralfriedhof

Siglinde Bolbecher studierte an der Universität Wien Theaterwissenschaft, Anglistik, Geschichte und Philosophie. In den frühen 1980er-Jahren war sie Mitbegründerin (und später stellvertretende Vorsitzende) der Theodor Kramer Gesellschaft sowie vom Verein zur Förderung und Erforschung der Antifaschistischen Literatur, dessen Geschicke sie ebenfalls bis zu ihrem Tod mitgelenkt hat. Ab 2002 war sie Leiterin der Frauen-Arbeitsgemeinschaft in der Österreichischen Gesellschaft für Exilforschung. Bolbecher war mehrere Jahre freie Mitarbeiterin im Dokumentationsarchiv des österreichischen Widerstandes und lehrte an der Bundesakademie für Sozialarbeit in Wien.
Sie war Mitherausgeberin der Zeitschrift für Kultur des Exils und des Widerstandes Zwischenwelt, der Buchreihe antifaschistische Literatur und Exilliteratur – Studien und Texte sowie des Lexikons der österreichischen Exilliteratur, an dem 15 Jahre lang gearbeitet worden ist. Ein besonderes Anliegen waren ihr Autorinnen, so entstanden Arbeiten zu und mit Stella Kadmon, Elisabeth Freundlich, Stella Rotenberg, Grete Oplatek, Eva Kollisch, T. Scarlett Epstein u. a. Außerdem organisierte sie Ausstellungen und Symposien zur Literatur von Frauen im Exil, zum Frauen- und Männerbild im Nationalsozialismus, zu Kabarett und Satire im Widerstand, Berthold Viertel, Elisabeth Berger. Sie konzipierte und organisierte zahlreiche Tagungen, u. a.: „Gespräch über die Rückkehr“ (2005 und 2006).
Siglinde Bolbechers Ehemann war der Schriftsteller Konstantin Kaiser. Ihre gemeinsame Tochter ist die Malerin Olivia Kaiser.
Am 21. März 2012 wurde ihr in Anerkennung ihres wesentlichen Beitrags „zur Erforschung und Verbreitung österreichischer Exilliteratur“ das Goldene Ehrenzeichen für Verdienste um die Republik Österreich verliehen.
Siglinde Bolbecher starb im Juli 2012 im Alter von 60 Jahren und wurde auf dem Wiener Zentralfriedhof (Gruppe 40, Nummer 186) bestattet.
Posthum erschien 2013 ihr Gedichtband „Nadelstich“.

## Publikationen
- Erzählte Geschichte. Berichte von Widerstandskämpfern und Verfolgten. Hrsg. mit dem Dokumentationsarchiv des österreichischen Widerstandes, Band 1: Arbeiterbewegung, Österreichischer Bundesverlag, Wien 1985, ISBN 3-215-05776-X, ISBN 3-215-05777-8.
- Literatur und Kultur des Exils in Großbritannien. Hrsg. mit Konstantin Kaiser, Donal McLaughlin, J. M. Ritchie. Theodor Kramer Gesellschaft, Wien 1995, ISBN 978-3-901602-10-8.
- Traum von der Realität. Berthold Viertel. Hrsg. mit Konstantin Kaiser und Peter Roessler. Döcker Verlag, Wien 1998.
- Lexikon der österreichischen Exilliteratur. Gemeinsam mit Konstantin Kaiser und unter Mitarbeit von Evelyn Adunka, Nina Jacke, Ulrike Oedl. Deuticke, Wien 2000, ISBN 3-216-30548-1.
- Frauen im Exil. Zwischenwelt 9. Hrsg. von Siglinde Bolbecher unter Mitarbeit von Beate Schmeichel-Falkenberg. Drava Verlag, Wien, Klagenfurt/Celovec 2007, ISBN 978-3-85435-368-3.
- Gedichte in Widerstand und Freiheitskampf – Lyrische Beiträge des 20. Jahrhunderts aus Österreich. Hrsg. von Peter Ulrich Lehner. Mandelbaum Verlag, Wien 2009, ISBN 978-3-85476-359-8.
- Subjekt des Erinnerns? Jahrbuch Zwischenwelt 12. Hrsg. mit Helene Belndorfer, Peter Roessler, Herbert Staud. Theodor Kramer Gesellschaft und DRAVA Verlag, Wien und Klagenfurt/Celovec 2012, ISBN 978-3-85435-628-8.
- Für und wider in dieser Zeit. Die Editorials der Zeitschrift Zwischenwelt (1993-2012). Gemeinsam mit Konstantin Kaiser. Theodor Kramer Gesellschaft und DRAVA Verlag, Wien und Klagenfurt/Celovec 2014, ISBN 978-3-85435-753-7.